# Julius Paludan
 Ikke at forveksle med Julius Ferdinand Paludan.
Julius Paludan (født 11. august 1843 i Allinge, død 2. december 1926 på Frederiksberg) var en dansk litteraturhistoriker, far til Jacob Paludan.
Paludan blev student 1862 fra Horsens Latinskole, cand. theol. 1868, uagtet hans litterære interesser allerede da var overvejende; derpå opholdt han sig et halvt år i Paris, hvor han dyrkede fransk sprog og litteratur. Medens han i de følgende år var lærer ved københavnske undervisningsanstalter og blandt andet skrev sin Udsigt over den franske Nationallitteraturs Historie (1874), syslede han navnlig med den side af litteraturen, der skulde blive hans hovedstudium, det danske åndsliv, særlig i ældre tid, bestandig jævnført med udviklingen i de fremmede kulturlande.
Hans bog Om Holbergs Niels Klim med særligt hensyn til fremmede satirer i form af opdigtede og vidunderlige Rejser, der 1878 skaffede ham doktorgraden, og flere mindre afhandlinger står som forstudier til et stort anlagt arbejde om Fremmed Indflydelse paa den danske Nationallitteratur i 17. og 18. Aarh., hvoraf 1. bind, Renaissancebevægelsen i Danmark’s Litteratur, især i 17. Aarh., så lyset 1887, 2. bind, omhandlende 18. århundrede, 1913. Med stor energi er Paludan her trængt ind i et betydningsfuldt, men ikke særlig taknemmeligt emne; fremstillingen er ofte tung og mindre let overskuelig, men den grundige behandling af det omfattende og til dels ny stof giver arbejdet megen værdi. 1884 ansattes Paludan som midlertidig docent i nordisk litteratur, 1892 udnævntes han til professor i æstetik, men undervisning i dansk litteratur vedblev lige til hans afgang 1918 at være hans hovedopgave som universitetslærer.
Til brug for studerende udgav han 1896 Danmarks Litteratur i Middelalderen og Danmarks Litteratur mellem Reformationen og Holberg, 1913 Danmarks Litteratur i Holbergtiden, håndbøger, der er uundværlige for alle, som sysler med vort gamle åndsliv. Enkelte gange har han læst over fremmed digtning; en forelæsningsrække Emile Zola og Naturalismen udkom 1897. 1910 og 1921 udgav han to samlinger æstetiske og litteraturhistoriske afhandlinger, Mellem Semestrene væsentlig omhandlende emner fra fremmed kitteratur, Vidnesbyrd om hans omfattende interesser og store belæsthed. Almenhedens opmærksomhed har Paludan nærmest tildraget sig ved sin konsekvente og kraftige konservatisme, der gjorde ham til en årvågen kritiker af Georg Brandes (se Nær og Fjern 1877). Om Det højere Skolevæsen i Danmark, Norge og Sverige skrev han 1885 en bog; 1888-1906 var han medlem af undervisningsinspektionen for det højere skolevæsen.
Han blev Ridder af Dannebrog 1892 og Dannebrogsmand 1899. Paludan er begravet på Frederiksberg Ældre Kirkegård.